# Giáo hoàng Calixtô I
Calixtô I (Latinh: Callistus I), năm sinh và nơi sinh của ông không được xác định. Tuy nhiên một số nguồn cho rằng ông sinh tại Roma và mất vào năm 222. Ông là vị Giáo hoàng thứ 16 của giáo hội. Niên giám Tòa Thánh năm 1861 cho rằng ông lên ngôi năm 218 và ở ngôi 4 năm. Niên giám năm 2003 xác định triều đại của ông bắt đầu năm 217 và kết thúc vào năm 222 trong triều đại của hoàng đế Heliogabalus và Alexander Severus. Ông đã tử đạo để chứng minh cho đức tin Kitô giáo của mình và được công nhận như một vị thánh của Giáo hội Công giáo. Tên ông trong tiếng Hy Lạp có nghĩa là "đẹp nhất" (kallistos).

## Tiểu sử
Đã có những tài liệu xác thực về vị thánh này là người thù địch với ông, đó là Thánh Hippolytus (170-235), môn đệ thánh Ireneô, là một linh mục sống ở Rôma. Hippolytus, tác giả của cuốn Bác bỏ các lạc thuyết (Philosophumera) cho rằng Callistus sinh năm 155 từ một dòng tộc những người nô lệ gốc Hy Lạp trong đám gia nhân của triều đình Rôma, sống ở khu Trastêvêrê. Ông đã làm việc phục vụ cho một công chức cao cấp của Hoàng đế Cômmôđô, tên là Carpôphôrê, cũng là Kitô hữu. Ông được giao cho công việc giữ tiền của chủ. Trong quan hệ công việc với cộng đoàn Do thái của Rôma, ông đã làm những việc xấu xa, đánh mất tiền. Ông bỏ trốn cuối cùng bị bắt và bị nhốt vào ngục tối. Đối với Hippolytus thì ông là "một người tham lam, một người hám của, một kẻ bại hoại". Tuy nhiên chúng ta cần lưu ý rằng chính Hippolytus đã là ứng cử viên kế vị Zêphyrino.
Sau khi phục dịch một thời gian, Carpôphôrê - người rất quý mến ông, đã bảo thả ông ra, vì nghĩ rằng ông sẽ tìm lại số tiền đã mất. Vì quá hăng say, Callistus đã vào tận trong hội đường Do thái vào một ngày Sabat để đòi lại tiền người ta mắc nợ ông. Ông lại bị bắt vì cãi nhau trong đền thờ người Do Thái và giao cho thái thú Tuscianô. Lần này ông bị kết án khổ sai và đưa đi đầy làm ở hầm mỏ lưu huỳnh ở Sardinia. Ông đã lao động ba năm trong công việc khai thác mỏ, tỏ ra rất tận tâm với những người tù khổ sai khác. Sau đó vào khoảng năm 190 ông được thả về theo yêu cầu của Hyacinthus, một thầy tư tế - người đại diện của Marcia, vợ bé của hoàng đế Commodus, và sống ở Anzio.
Sau khi được phóng thích ông đã qua vài năm ở Antium, đông nam Rô ma, trong sứ mệnh được Giáo hoàng Victor I giao phó. Zêphyrino, khi vừa đắc cử Giáo hoàng năm 199 đã gọi ông về bên cạnh cử ông làm thư ký riêng của mình và làm Tổng phó tế. Ông được Giáo hoàng Zêphyrino giao cho công việc quản lý nghĩa trang của người Kitô ở đường Appian Rôma, có lẽ đây là phần đất đầu tiên do Giáo hội làm chủ. Ông đã cho xây dựng và tổ chức các hang toại đạo Kitô Giáo đầu tiên mang tên ngài Hang toại đạo Thánh Calixte. Trong thế kỷ III có 9 giám mục của Rô-ma được chôn cất tại Catacombs San Callisto, cũng được gọi là Capella dei Papi. Tổng cộng đã có 46 Giáo hoàng và hơn 170000 vị tử đạo được chôn cất tại đây.
Chúng ta cũng còn mang ơn ông về việc xây dựng Vương cung thánh đường Santa Maria ở Trastevere, là ngôi thánh đường đầu tiên được cung hiến cho Đức Maria Trinh Nữ Diễm Phúc. Ông cũng mở đầu một tục lệ mới: từ đó, cứ ba năm một lần, vào ngày thứ bảy trước mùa gặt, mùa hái nho và bắt đầu hái quả ôliu, người ta tuân giữ việc ăn chay để cầu mong trời ban phước.

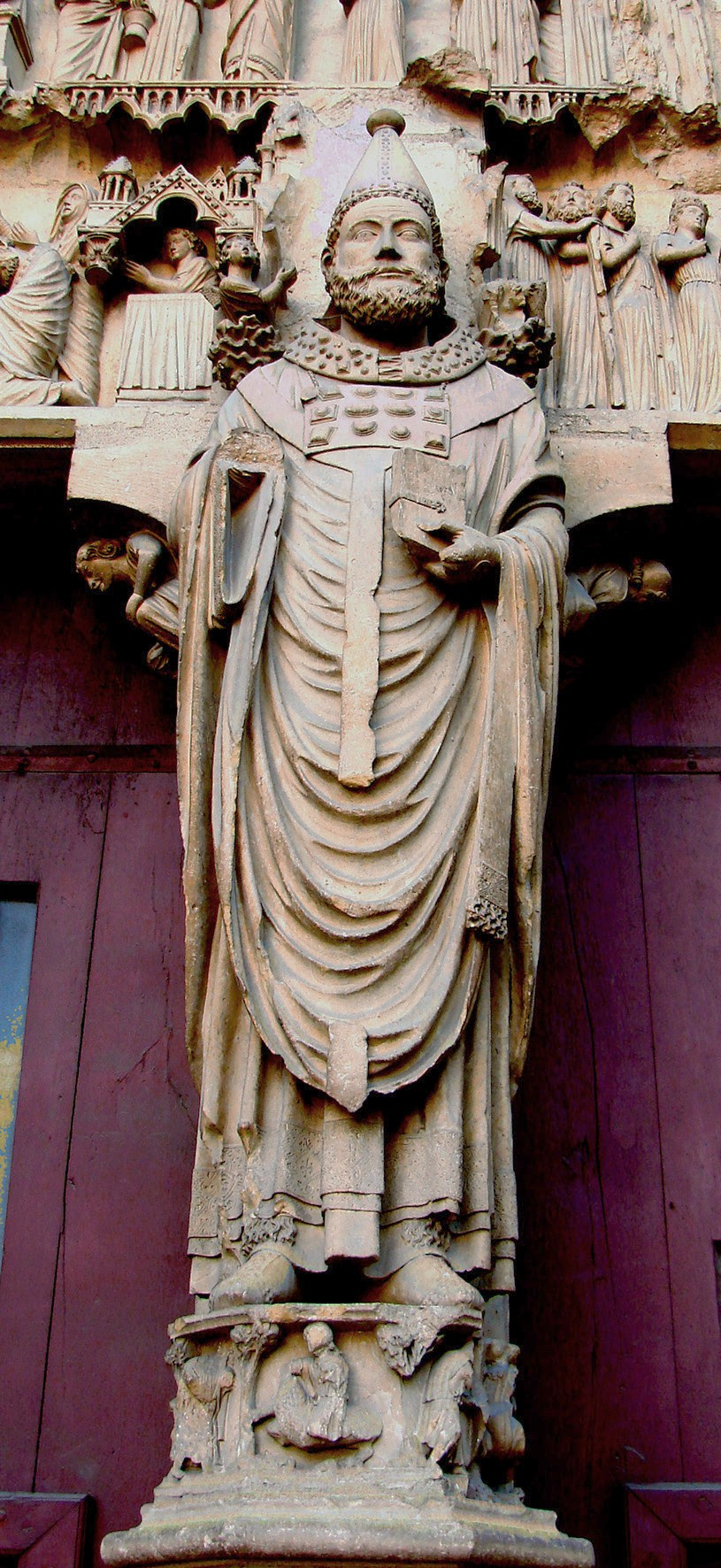
Tượng giáo hoàng Callixtus I

Giáo hoàng Đêphyrino coi ông là bạn và là người cố vấn.Vào những thế kỷ đầu tiên, chỉ có 7 phó tế trong Giáo Triều Roma mới có quyền bầu chọn Giáo hoàng. Thầy sáu Ca-li-tô là cộng sự viên rất thân tín của Đức Thánh cha Zêphyrinô. Đức Giáo hoàng Zêphyrinô tín cẩn thầy phó tế Ca-li-tô và Thầy sáu Ca-li-tô đã giúp đỡ rất nhiều cho Đức Giáo hoàng. Chính vì thế, khi Giáo hoàng Zêphyrinô tạ thế, phó tế Ca-li-tô đã được bầu chọn lên kế vị Ngài vào năm 217, với đa số phiếu của hàng giáo sĩ và giáo dân ở Rôma dưới thời hoàng đế Antonin Heliogabale.
Năm 217, Hippolytus sau những vụ tranh luận với Giáo hoàng Zephirinus và bực tức với Giáo hoàng Callistus "không đủ cứng rắn với các lạc giáo". Hippolytus tấn công Callistus về hai điểm - học thuyết và kỷ luật. Dường như Hippolytus đã quá đáng khi phân biệt giữa Chúa Cha và Chúa Con (hầu như hai chúa), có lẽ vì ngôn ngữ thần học thời ấy chưa được rõ ràng. Ngài cũng kết án Callistus là quá khoan dung, vì những lý do có thể khiến chúng ta ngạc nhiên: Callistus cho phép được Rước Lễ những người đã công khai sám hối về tội giết người, dâm dục và ngoại tình; ông hợp thức hóa hôn nhân giữa người nô lệ và người tự do - trái với luật Rôma; ông cho phép truyền chức cho các ông đã lập gia đình hai hay ba lần; ông chủ trương tội trọng không phải là lý do đầy đủ để cách chức một giám mục và chủ trương chính sách khoan dung đối với những người đã từng chối đạo trong thời kỳ bách hại.
Khi đó phụng vụ đều đọc các bài sách thánh trong ngôn ngữ Hy Lạp, nên giáo dân Roma không hiểu gì mấy. Giáo hoàng Callistô muốn dân chúng hiểu Phụng vụ, nên ủng hộ việc đọc bằng tiếng Latinh ít là cho dân Roma. Hippolitô phản đối việc đó, tuyên bố ly khai và lập một giáo hội ngay tại Rôma, do ông làm Giáo hoàng. Đây được coi là vị Giáo hoàng đối cử (hay ngụy Giáo hoàng) đầu tiên trong lịch sử giáo hội. Sự phân ly này kéo dài 18 năm. Hippolytus được kính trọng như một vị thánh. Năm 235, Maximianus cấm đạo và cho bắt cả hai Giáo hoàng. Tại nơi lưu đày, Hippolytus đã làm hòa với giáo hội và chết vì sự tra tấn ở Sardinia.
Trong triều đại Giáo hoàng 5 năm của ông, ông đã thừa nhận là thành hiệu cuộc hôn nhân giữa các nô lệ và phụ nữ tự do và chấp nhận việc tái hôn của những người góa vợ cũng như việc họ bước vào hàng giáo sĩ, nếu xảy ra. Hơn nữa ông đã làm thắng thế phong tục giải tất cả các tội. Cuối cùng ông còn là một nhà tài chính có kinh nghiệm, hiện tượng khá hiếm trong những người đứng đầu Giáo hội Rô ma và đem lại cho Giáo hội này sự thịnh vượng không gì sánh kịp lúc bấy giờ.
Năm 222, Đức Callistus tử đạo trong cuộc nổi loạn chống lại các Kitô hữu ở Transtevere, Rôma. Ông bị quăng qua cửa sổ, rồi bị ném xuống một cái giếng, phủ đầy vôi gạch đổ nát, khoảng mười lăm ngày sau, ông đã được một linh mục kéo lên. Người ta vội vã chôn ông dưới chân cầu thang hầm mộ Celepode trên đường Aurélia. Ngày nay, đó là vị Giám mục Rôma đầu tiên mà người ta đã tìm lại được phần mộ. Ông cũng là người thứ hai được xem là vị giáo hoàng tử đạo trong danh sách các thánh tử đạo tiên khởi của Giáo hội (sau thánh Phêrô).
Depositio Martirum và các Martyrologies (danh sách các thánh tử đạo) ghi ngày mất của ông là ngày 14 tháng 10. Hài cốt của ông đã được chuyển đến thánh đường Santa Maria ở Trastevere vào thế kỷ thứ 9. Ngày lễ kính của ông không bắt buộc phải cử hành và được mừng lễ vào ngày 14 tháng 10.